# Ilja Ioszifovics Varsavszkij
Ilja Ioszifovics Varsavszkij (oroszul: Илья Иосифович Варшавский; Kijev, 1908. december 1. – Leningrád, 1974. július 4.) szovjet sci-fi író.

## Munkássága
Iskolái elvégzése után hajógépészként dolgozott. Első, két társszerzővel közösen írt elbeszélését 1929-ben jelentette meg, ám írói karrierje csak jóval később, az 1960-as években indult el. Elsősorban elbeszéléseket írt, szatirikus stílusban. Összesen öt kötete jelent meg. Élete során kb 70 rövidebb-hosszabb elbeszélést publikált.

## Magyarul megjelent művei
- Orgonaszínű bolygó – a Meteorok viharában című kötetben, Móra–Kárpáti, Budapest–Uzsgorod, 1969
- Molekuláris kávéház. Elbeszélések; ford. Apostol András et al., vál. Apostol András, utószó Kuczka Péter; Kozmosz Könyvek, Bp., 1976 (Kozmosz Fantasztikus Könyvek), ISBN 9632111443
- Riasztó szimptómák nincsenek – Metagalaktika 4, 2. kötet, Kozmosz Könyvek, Budapest, 1983

### Folyóiratokban
- Újdonságok Sherlock Holmesról (Karig Sára) – Galaktika 5, 1973, valamint Rakéta Regényújság, 1974. április 2.
- A bíró (Karig Sára) – Galaktika 5, Zahemszky László fordításában: Rakéta Regényújság, 1986. február 18.
- AKSZ (Karig Sára) – Galaktika 5
- Napló (Karig Sára) – Galaktika 5
- Az örökös (Karig Sára) – Galaktika 8, 1974
- Perpetuum mobile (Karig Sára) – Galaktika 8
- A „Cunami”-t elhalasztják (Karig Sára) – Galaktika 8
- Az általunk választott megoldás (Karig Sára) – Galaktika 8
- A fantasztikum betör a detektívregénybe, avagy Daibret felügyelő utolsó nyomozása (Karig Sára) – Rakéta Regényújság, 1977. április 12. és 19. szám
- Kísértetek (Karig Sára) – Rakéta Regényújság, 1980. május 13.
- A hatökör – Galaktika 94/7
- Nemevők – X magazin 97/12

## TV-játék
- A fantasztikum betör a detektívregénybe, avagy Daibret felügyelő utolsó nyomozása – (rendezte.: Mancserov Frigyes, operatőr: Czabarka György, szerkesztő: Keszthelyi Ilona)[2]